# Inma Cuesta
Pour les articles homonymes, voir Inma et Cuesta.
 (juin 2025).
Si vous disposez d'ouvrages ou d'articles de référence ou si vous connaissez des sites web de qualité traitant du thème abordé ici, merci de compléter l'article en donnant les références utiles à sa vérifiabilité et en les liant à la section « Notes et références ».
Inma Cuesta, née à Valence le 25 juin 1980, est une actrice espagnole.

## Biographie
Elle est née à Valence, mais passe son enfance à Arquillos, dans la province de Jaén,. Son père était tapissier. Elle récupérait les chutes, les cousait pour en faire des sacs et elle les vendait pour financer ses études. 
À 18 ans, elle rejoint Cordoue pour étudier à l'École supérieure d'art dramatique. Après sa licence elle complète sa formation à Séville, pour aller finalement à Madrid au Conservatoire et École de danse dirigée par Carmen Roche pour y étudier les arts scéniques.
À Madrid, elle commence ses études artistiques accompagnée par Nacho Cano dans la comédie musicale Hoy no me puedo levantar. Elle eut son premier rôle d’actrice dans le feuilleton Amar en tiempos revueltos, dans lequel elle incarnait le rôle d’Elisa, une jeune fille buraliste qui deviendra une célèbre chanteuse de l’époque.
Après trois saisons et presque trois années dans la comédie musicale, elle commence à travailler dans une autre série avec Pepe Sancho : Plan América (TVE 2008).
Elle eut très tôt sa première opportunité au cinéma avec le film Café solo o con ellas avec Asier Etxeandía, Alejo Sauras, Diego Paris, Terele Pávez et Elena Ballesteros entre autres. Plus tard, elle joue le rôle principal dans le film El kaserón accompagnée de Fele Martinez et Ángel de Andrés.
En 2009, elle joue le rôle de Margarita dans la série L’Aigle rouge. En avril de la même année, elle apparut dans la première page du magazine FHM. 
Ensuite, Inma tourne dans le film Le Royaume de sang (une version cinématographique de la série L'Aigle rouge), puis elle joue le rôle principal dans le film Primos, une comédie de Daniel Sánchez Arévalo, avec Quim Gutiérrez, Raúl Arévalo et Antonio de la Torre. Le 21 octobre 2011, on la retrouve lors de la première projection de La voz dormida, un film de Benito Zambrano où elle partage l’affiche avec María León dans l’ambiance de l'après-guerre civile espagnole. Ce film est présélectionné par l'Académie des arts et des sciences de l'Espagne.
Début 2012, elle est nommée pour le Prix Goya de la meilleure actrice grâce à son rôle dans le film La voz dormida. Au cours de cette année, elle a également participé au tournage du film Grupo 7 (Alberto Rodríguez) avec Mario Casas et Antonio de la Torre. Elle s’est aussi mise dans la peau de Carmen de Triana, dans Blancanieves l'adaptation espagnole de Blanche-Neige de Pablo Berger, un film muet et en noir et blanc avec de la musique en fil conducteur, partageant la distribution avec Maribel Verdú, Ángela Molina et Macarena García.
Presque en même temps, elle joue le rôle principal dans le court métrage de Rodrigo Atíenza Muchacha y paisaje et participe au film Words with Gods (idée de Guillermo Arriaga) réalisé par Álex de la Iglesia : projet où les directeurs du monde entier présentent un épisode sur la religion.
En novembre 2012, elle joue le rôle principal dans le dernier film de Daniel Calparsoro avec Alberto Ammann, Karra Elejalde et Antonio de la Torre, Invasor, avec lequel elle est sélectionnée pour les Prix Mestre Mateo, dans la catégorie: meilleur second rôle féminin.
En 2013 elle incarne Ruth dans une histoire de Javier Ruiz Caldera, Trois Mariages de trop, sortie en salles en décembre avec Martiño Rivas, Paco León, Quim Gutiérrez, Rossy de Palma et Laura Sánchez entre d’autres. Elle retourna aux comédies musicales avec Javier Gutiérrez et Marta Rivera avec l’œuvre Ay Carmela ! En 2016, avec l’acteur argentin Ricardo Darín, elle joue le rôle d’une jeune habitante d’une petite ville intérieure du Buenos Aires dans le film Kóblic, de Sebastián Borensztein.

## Filmographie

### Cinéma
- 2007 : Café solo o con ellas d'Álvaro Díaz Lorenzo : Sonia
- 2008 : Le Kaserón de Paul Martínez : Eva
- 2011 : La voz dormida de Benito Zambrano : Hortensia Rodríguez García
- 2011 : Le Royaume de sang (Águila Roja) de José Ramón Ayerra : Margarita Hernando
- 2011 : Primos de Daniel Sánchez Arévalo : Martina Martín Martín
- 2012 : Words With Gods (Segment The Confession) d'Álex de la Iglesia : Brunette
- 2012 : Invasor de Daniel Calparsoro : Ángela
- 2012 : Blancanieves de Pablo Berger : Carmen de Triana
- 2012 : Fille avec paysage (court-métrage) de Rodrigo Atienza : Paula
- 2012 : Groupe d'élite d'Alberto Rodríguez : Elena
- 2013 : Trois Mariages de trop de Javier Ruiz Caldera : Ruth Belloso
- 2014 : Las ovejas no pierden el tren d'Álvaro Fernández Armurier : Luisa
- 2015 : La novia de Paula Ortiz : la fiancée
- 2015 : Los miércoles no existen de Peris Romano : Mara
- 2016 : Kóblic de Sebastián Borensztein : Nancy
- 2016 : Julieta de Pedro Almodóvar : Ava
- 2018 : Everybody Knows de Asghar Farhadi : Ana
- 2019 : Vivir dos veces de Maria Ripoll : Julia
- 2021 : Reclus de David Casademunt : Julia
- 2023 : Todos los nombres de Dios de Daniel Calparsoro : Pilar Montero
- 2023 : El favor de Juana Macías : Teresa Gallardo

### Télévision
- 2006-2007 : Amar en tiempos revueltos d'Elisa Domínguez Pastor
- 2008 : Plan America : Alonso
- 2008 : La familia Mata : Sonia
- 2009-2015 : L'Aigle rouge de Margarita Hernando : Protagoniste
- 2018 : Arde Madrid de Paco León
- 2020 : Après toi, le chaos : Raquel[4]

## Théâtre
- 2005-2009 : Aujourd'hui je ne me peux pas lever : María
- 2013 : Ay Carmela! (comédie musicale) : Carmela

## Publicités
- 2005 : San Miguel en Angleterre
- 2006 : San Miguel de Cruzcampo, Spot l'euphorie, bière
- 2012 : San Miguel de Cruzcampo, bière
- 2013 : Spot Effets de la pauvreté, de Mains Unies de l'Église Catholique
- 2015 : Mahou, Bière[6]
- 2015 : Garnier BB Cream, crème[7]